# Radjinder Debie
Radjendrekoemar (Radjinder) Debie (21 november 1971) is een Surinaams politicus. Hij is lid van de Vooruitstrevende Hervormings Partij (VHP). Van 2005 tot 2025 was hij lid van De Nationale Assemblée (DNA).

## Biografie
Debie kandideerde tijdens de bestuursverkiezingen in 2011 van de VHP op de lijst van Bholanath Narain. Deze interne verkiezingen werden toen gewonnen door Chan Santokhi die vervolgens het voorzitterschap van de VHP op zich nam.
In januari 2019 voerde hij een van de twee lijsten aan bij de bestuursverkiezingen van de Landbouwcoöperatie Kwatta. Hier legde hij het met 92 tegen 144 stemmen af tegen Ganeshkoemar Kandhai, de oud-minister van Openbare Werken.
Tijdens de parlementsverkiezingen van 2020 was hij voor zijn partij kandidaat in Saramacca en verwierf hij een zetel in DNA.
Tijdens de verkiezingen van 2025 stond hij op nummer 35 van de lijst van de VHP.